# Jean Krier
Jean Krier (* 2. Januar 1949 in Luxemburg; † 12. Januar 2013 in Freiburg im Breisgau) war ein Lehrer und deutschsprachiger Schriftsteller aus Luxemburg.

## Leben und Werk
Jean Krier studierte Germanistik und Anglistik an der Universität Freiburg und arbeitete dann als Deutschlehrer in Luxemburg. 
1995 debütierte er mit dem Gedichtbuch Bretonische Inseln. Kriers Gedichte wurden in zahlreichen Anthologien und Literaturzeitschriften veröffentlicht. 2011 erhielt er für den im Leipziger Verlag Poetenladen veröffentlichten Lyrikband Herzens Lust Spiele den Adelbert-von-Chamisso-Preis. In der Begründung der Jury hieß es: Seine deutschsprachigen Wortteppiche, die er subtil mit französischen Einsprengseln spickt, speisen sich aus Erfahrungsmomenten und Lektüreerlebnissen.

## Gedichtbände
- Eingriff, sternklar. Gedichte aus dem Nachlass. Herausgegeben von Michael Braun. Poetenladen, Leipzig 2014, ISBN 978-3-940691-61-3.
- Herzens Lust Spiele. Poetenladen, Leipzig 2010, ISBN 978-3-940691-14-9.
- Bretonische Inseln. 2. Auflage. Rimbaud Verlag, Aachen 2006, ISBN 978-3-89086-623-9.
- Gefundenes Fressen. Rimbaud Verlag, Aachen 2005, ISBN 978-3-89086-625-3.
- Tableaux · Sehstücke. Rimbaud Verlag, Aachen 2002, ISBN 978-3-89086-589-8.

## Anthologien und Literaturzeitschriften (Auswahl)
- Christoph Buchwald (Hrsg.): Jahrbuch der Lyrik (1999, 2000, 2001, 2003, 2004, 2006,  2008, 2009).
- Shafiq Naz (Hrsg.): Der deutsche Lyrikkalender 2011. Jeder Tag ein Gedicht. Alhambra Publishing, Bertem 2010.
- Literaturportale und -zeitschriften: Akzente, manuskripte, ndl, poet, Poetenladen, Sprache im technischen Zeitalter, Streckenläufer

## Auszeichnungen
- 2011: Adelbert-von-Chamisso-Preis
- 2011: Prix Servais